# Tellina flucigera
Tellina flucigera är en musselart som beskrevs av Dall 1908. Tellina flucigera ingår i släktet Tellina och familjen Tellinidae. Inga underarter finns listade i Catalogue of Life.